# Сандомирское воеводство (Королевство Польское)
Сандомирское воеводство (пол. Województwo sandomierskie) — административно-территориальная единица Королевства Польского в составе Малопольской провинции, образованная в XIV веке.
Центр — город Сандомир. Сандомирское воеводство разделялось на 7 поветов. Резиденцией воеводы (руководителя) был город Сандомир, а земский сеймик собирался в Опатуве.
Воеводство было основано на территории бывшего Сандомирского княжества, находилось в юго-западной части Польской республики, на западе Малопольши. Сандомирское воеводство имело двух сенаторов в польском сенате. В 1790 году численность населения воеводства составляла 381 623 человека, площадь воеводства — 23 860 км².
В 1795 году после третьего раздела Речи Посполитой, в соответствии с международным договором, Сандомирское воеводство было ликвидировано и присоединено к Западной Галиции Австрийской монархии.

## Административное деление
- Вислицкий повет — Вислица
- Опочненский повет — Опочно
- Радомский повет — Радом
- Пильзненский повет — Пильзно
- Сандомирский повет — Сандомир
- Стенжицкий повет — Стенжица
- Хенцинский повет — Хенцины

## Сандомирский воевода
Сандомирский воевода (период, годы), представлены не все:
- Ян Амор Тарновский (1479)
- Ежи Мнишек (1590—1613)
- Станислав Конецпольский (1625—1633)
- Николай Фирлей (1633—1635)
- Владислав Доминик Заславский (1645—1649)
- Анджей Фирлей (1649)
- Ян Замойский (1659—1665)
- Ян Тарло (1736)
- Мацей Солтык (1774—1795)